# Hydrillodes bryophiloides
Hydrillodes bryophiloides is een vlinder uit de familie spinneruilen (Erebidae). De wetenschappelijke naam is voor het eerst geldig gepubliceerd in 1876 door Butler.
De soort komt voor in tropisch Afrika.